# Druk Nyamrup Tshogpa
Druk Nyamrup Tshogpa (dzong:འབྲུག་མཉམ་རུབ་ཚོགས་པ་; pol. Zjednoczona Partia Bhutanu, DNT) dawniej znana jako Partia Socjaldemokratyczna jest jedną z pięciu zarejestrowanych partii w Bhutanie. Została zarejestrowana 20 stycznia 2013 roku. W wyniku wyborów w 2018 roku partia została największym ugrupowaniem w Zgromadzeniu Narodowym i utworzyła rząd.

## Wybory do Zgromadzenia Narodowego
DNT brała udział w wyborach do Zgromadzenia Narodowego w 2013 roku i 2018 roku.

### Wybory do Zgromadzenia Narodowego w 2013 roku
W pierwszej rundzie w wyborach parlamentarnych w 2013 roku, partia DNT zdobyła 35,962 głosów i zajęła trzecie miejsce, co wykluczyło ją z drugiej rundy. Jednakże ówczesny lider partii Aum Dorji Choden, który zajął pierwsze miejsce w swoim okręgu, a także inni działacze, którzy pozajmowali drugie miejsca w swoich okręgach opuścili partię, by w drugiej zostać wybranymi kandydatami Ludowo-Demokratycznej Partii Bhutanu.

### Wybory do Zgromadzenia Narodowego w 2018 roku
W wyborach parlamentarnych w 2018 roku, partia w pierwszej rundzie zdobyła 92,722 głosów uzyskując wynik 31.85% i dzięki temu uzyskała możliwość wzięcia udziału w drugiej rundzie. W finałowej rundzie uzyskała 30 z 47 miejsc w Zgromadzeniu Narodowym uzyskując wynik 54,95% wszystkich głosów. 7 listopada 2018 roku Lotay Tshering, lider partii, formalnie przejął urząd premiera oraz przekazał Jego Wysokości Jigme Khesar Namgyel Wangchuck skład swojego rządu.